# Polyplectropus lacusalbinae
Polyplectropus lacusalbinae är en nattsländeart som beskrevs av Kimmins in Mosely och Douglas E. Kimmins 1953. Polyplectropus lacusalbinae ingår i släktet Polyplectropus och familjen fångstnätnattsländor. Inga underarter finns listade i Catalogue of Life.